# Liste der Listen der Mitglieder des Landtages Nordrhein-Westfalen
Die Liste der Mitglieder des Landtages Nordrhein-Westfalen ist unterteilt in Listen der einzelnen Wahlperioden:
- Liste der Mitglieder des 1. Ernannten Landtages Nordrhein-Westfalen
- Liste der Mitglieder des 2. Ernannten Landtages Nordrhein-Westfalen
- Liste der Mitglieder des Landtages Nordrhein-Westfalen (1. Wahlperiode)
- Liste der Mitglieder des Landtages Nordrhein-Westfalen (2. Wahlperiode)
- Liste der Mitglieder des Landtages Nordrhein-Westfalen (3. Wahlperiode)
- Liste der Mitglieder des Landtages Nordrhein-Westfalen (4. Wahlperiode)
- Liste der Mitglieder des Landtages Nordrhein-Westfalen (5. Wahlperiode)
- Liste der Mitglieder des Landtages Nordrhein-Westfalen (6. Wahlperiode)
- Liste der Mitglieder des Landtages Nordrhein-Westfalen (7. Wahlperiode)
- Liste der Mitglieder des Landtages Nordrhein-Westfalen (8. Wahlperiode)
- Liste der Mitglieder des Landtages Nordrhein-Westfalen (9. Wahlperiode)
- Liste der Mitglieder des Landtages Nordrhein-Westfalen (10. Wahlperiode)
- Liste der Mitglieder des Landtages Nordrhein-Westfalen (11. Wahlperiode)
- Liste der Mitglieder des Landtages Nordrhein-Westfalen (12. Wahlperiode)
- Liste der Mitglieder des Landtages Nordrhein-Westfalen (13. Wahlperiode)
- Liste der Mitglieder des Landtages Nordrhein-Westfalen (14. Wahlperiode)
- Liste der Mitglieder des Landtages Nordrhein-Westfalen (15. Wahlperiode)
- Liste der Mitglieder des Landtages Nordrhein-Westfalen (16. Wahlperiode)
- Liste der Mitglieder des Landtages Nordrhein-Westfalen (17. Wahlperiode)
- Liste der Mitglieder des Landtages Nordrhein-Westfalen (18. Wahlperiode)